# 上保内村
上保内村（かみほうないむら）は、かつて新潟県岩船郡にあった村。

## 沿革
- 1889年（明治22年）4月1日 - 町村制施行に伴い岩船郡貝附村、花立村、荒島村、春木山村、梨木村、下鍛冶屋村、上鍛冶屋村が合併し、上保内村が発足。
- 1901年（明治34年）11月1日 - 岩船郡中保内村と合併し、保内村となり消滅。